# Mikel Bizkarra
Mikel Bizkarra Etxegibel (Mañaria, 21 augustus 1989) is een Spaans-Baskisch wielrenner die anno 2021 rijdt voor Euskaltel-Euskadi.

## Carrière
Het seizoen 2014 begon Bizkarra aanvankelijk als renner van het Chileense PinoRoad, maar nadat halverwege februari ophield te bestaan keerde hij terug naar Spanje. Hij behaalde dat jaar meerdere overwinningen en ereplaatsen in het Spaanse amateurcircuit.
In 2017 werd Bizkarra onder meer twaalfde in de eindklassementen van de Ronde van Castilië en León en de Ronde van Portugal en vierde in dat van de Ronde van Gévaudan Languedoc-Roussillon. Omdat zijn ploeg het jaar daarna een stap hogerop deed, werd Bizkarra in 2018 prof. Hij behaalde dat zijn seizoen in de Ronde van Aragon zijn eerste professionele overwinning. Later dat jaar werd hij zeventiende in de Ronde van Spanje, waarmee hij de bestgeklasseerde renner van zijn ploeg was.

## Palmares

### Overwinningen
2018
3e etappe Ronde van Aragón
Bergklassement Ronde van Aragón
2024
Bergklassement Ronde van Valencia
2025
Bergklassement Route d'Occitanie

### Resultaten in voornaamste wedstrijden
| Jaar | Ronde van Italië | Ronde van Frankrijk | Ronde van Spanje |
| ---- | ---------------- | ------------------- | ---------------- |
| 2018 |                  |                     | 17e              |
| 2019 |                  |                     | 48e              |
| 2020 |                  |                     |                  |
| 2021 |                  |                     | 46e              |
| 2022 |                  |                     | 28e              |
| 2023 |                  |                     |                  |
| 2024 |                  |                     | 26e              |
| 2025 |                  |                     |                  |

| Jaar | Clásica San Sebastián |
| ---- | --------------------- |
| 2018 | opgave                |
| 2019 |                       |
| 2020 |                       |
| 2021 | opgave                |
| 2022 | 48e                   |
| 2023 |                       |
| 2024 | opgave                |
| 2025 | opgave                |

### Resultaten in kleinere rondes
| Jaar | Ronde van Catalonië | Ronde van het Baskenland |
| ---- | ------------------- | ------------------------ |
| 2018 | 83e                 | 32e                      |
| 2019 | 43e                 | 25e                      |
| 2020 |                     |                          |
| 2021 |                     | opgave                   |

## Ploegen
- 2011 –  Orbea Continental
- 2012 –  Orbea Continental
- 2013 –  Euskadi
- 2014 –  PinoRoad (tot 1 maart)
- 2015 –  Murias Taldea
- 2016 –  Euskadi Basque Country-Murias
- 2017 –  Euskadi Basque Country-Murias
- 2018 –  Euskadi Basque Country-Murias
- 2019 –  Euskadi Basque Country-Murias
- 2020 –  Fundación-Orbea
- 2021 –  Euskaltel-Euskadi
- 2022 –  Euskaltel-Euskadi
- 2023 –  Euskaltel-Euskadi
- 2024 –  Euskaltel-Euskadi
- 2025 –  Euskaltel-Euskadi

Aberasturi · Bagües · Barbero · Bizkarra · Blázquez · Etxebarria · Fraile · Merino · Orbe · Zabalo · Zuazubiskar
Aristi · Bagües · Barbero · Bizkarra · Iparragirre · Iturria · Larrinaga · Merino · Orbe · Zuazubiskar · Chetout (stagiair) · Etxeberria (stagiair)
Alarcón · Alvarado · Bizkarra · Bravo · Burmann · Guardiola · C. Mansilla · L. Mansilla · Oroz · Palma · Seisdedos · Tello · Urtasun
Bagües · Barrenetxea · Bizkarra · Bravo · Estévez · García · González · Insausti · Intziarte · Lizarralde · Orbe · Txoperena · Aranburu (stagiair)
Aranburu · Bagües · Barrenetxea · Bizkarra · Bravo · Estévez · Ad. González · Ai. González · Insausti · Iturria · Lizarralde · Olaberria · Txoperena · Udondo · Irizar (stagiair) · Rodríguez (stagiair)
Bagües · Barrenetxea · Bizkarra · Bravo · Estévez · Ad. González · Ai. González · Irizar · Iturria · Lizarralde · Olaberria · Rodríguez · Txoperena · Udondo · Barthe (stagiair) · Juaristi (stagiair)
Aberasturi · Aristi · Bagües · Barceló · Barrenetxea · Barthe · Bizkarra · Bravo · González · Irizar · Iturria · Loubet · Prades · Ó. Rodríguez · S. Rodríguez · Sáez · Samitier · Sanz · Txoperena · Udondo
Aristi · Bagües · Barceló · Barrenetxea · Barthe · Berrade · Bizkarra · Bravo · González · Intxausti · Irizar · Iturria · López-Cózar · Ó. Rodríguez · S. Rodríguez · Sáez · Samitier · Sanz · Udondo · Viejo
Angulo · Aristi · Azparren · Azurmendi · Ballarin · Bizkarra · Bou · Canal · Cuadrado · Etxeberria · Goikoetxea · Iribar · Irizar · Isasa · Iturria · Juaristi · Lobato · Martín · Maté ·  Soto · Lasa (stagiair) · Mintegui (stagiair)
E. Azparren · X. Azparren · Azurmendi · Ballarin · Berasategi · Bizkarra · Bou · Canal · Cuadrado · Etxeberria · Goikoetxea · Iribar · Isasa · Iturria · Juaristi · Lobato · López de Abetxuko · Martín · Maté ·  Soto
Aberasturi · Alustiza · Azparren · Azurmendi (tot 15/4) · Berasategi · Bizkarra · Bonillo · Bou · Cañellas · Cuadrado · de la Parte · Etxeberria · Fouché · Isasa · Iturria · Juaristi · López de Abetxuko · Martín · Maté · Mintegi · Zubeldia · Ganzabal (stagiair)